# Bockmühle (Wuppertal)
Bockmühle ist eine Ortslage in der bergischen Großstadt Wuppertal. Die Ortslage ist aus einem der mittelalterlichen Barmer Kotten hervorgegangen.

## Lage und Beschreibung
Die Ortslage befindet sich auf einer Höhe von 165 m ü. NHN an der Wupper im Bereich der heutigen Straßenkreuzung Bockmühle, Bockmühlberg und Lenneper Straße in den Wohnquartieren Heckinghausen und Hammesberg des Stadtbezirks Heckinghausen.
Die Ortslage ist von umfangreicher Gewerbe- und Wohnbebauung geprägt. Die Bahnstrecke Wuppertal-Oberbarmen–Opladen überquert auf einem markanten Brückenbauwerk in Bockmühle den Fluss. Das umfangreiche Gelände der Firma J. P. Bemberg liegt größtenteils auf der anderen Wupperseite.

## Etymologie und Geschichte

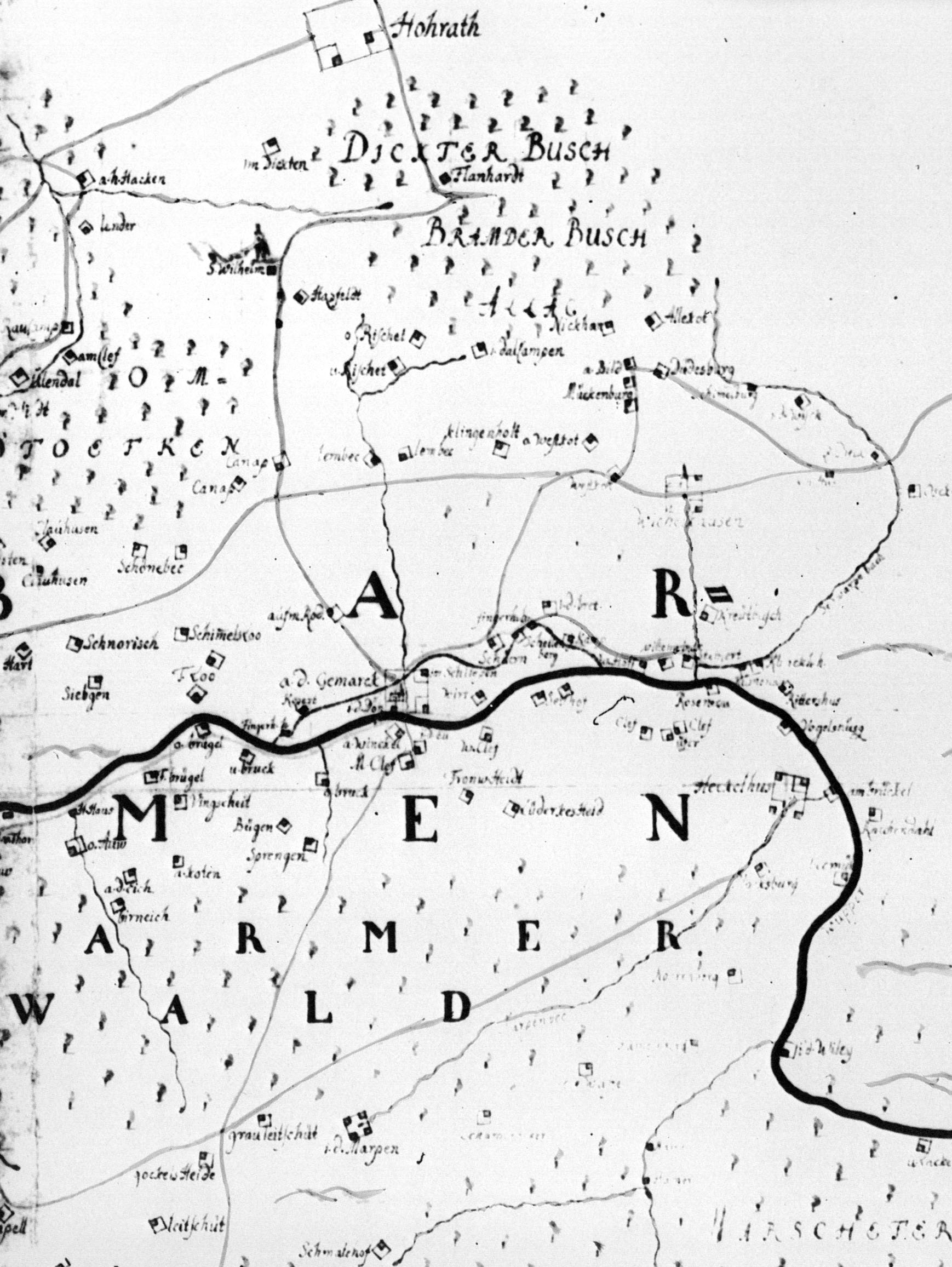
Karte der Hofschaften im Gebiet des heutigen Barmen von Erich Philipp Ploennies (1715)

Bockmühle ist die Bezeichnung für eine Stampfe, eine wassergetriebene Flachs- und Ölmühle, und hat anders als der Name vermuten lässt nichts mit einer Bockwindmühle zu tun. Der Name der Mühle ging auf die Ortslage über. Als Namensformen sind überliefert: Bockmoellen (1466) und Zur Bockmühl (1642).
Die früheste mit Datum gesicherte Erwähnung von Bockmühle stammt aus der Beyenburger Amtsrechnung (Abrechnung des Rentmeisters an die Bergisch-herzogliche Kameralverwaltung) des Jahres 1466. Aus dieser geht hervor, dass der Wohnplatz Bockmühle zu dieser Zeit ein Kotten war.
Bockmühle gehörte zum Höfeverband des Oberhofs Wichlinghausen in Oberbarmen und war ein Allod des Grafen von der Mark. Territorial lag das Gebiet um Bockmühle von 1324 bis 1420 im märkischen Kirchspiel und Gogerichtsbezirk Schwelm und ging danach an das bergische Amt Beyenburg über, wo Bockmühle nun Teil der Barmer Bauerschaft wurde. Mit dem Übergang Oberbarmens an das Herzogtum Berg war die Wupper bei Bockmühle nun die Territorialgrenze zwischen dem Herzogtum Berg und der Grafschaft Mark. 1642 werden drei Güter zur Bockmühl genannt.
1815/16 besaß der Ort 70 Einwohner. 1832 gehörte der Ort zur Sektion D des ländlichen Außenbezirks der Bürgermeisterei Barmen. Der laut der Statistik und Topographie des Regierungsbezirks Düsseldorf als Einzelne Häuser kategorisierte Ort wurde zu dieser Zeit Bockmühl genannt und besaß fünf Wohnhäuser und sechs landwirtschaftliche Gebäude. Zu dieser Zeit lebten 26 Einwohner im Ort, davon drei katholischen und 23 evangelischen Glaubens. Der alte Hof zwischen der Bahnstrecke und der Wupper musste 1936/37 einer Erweiterung der Firma J. P. Bemberg weichen. 
Von dem Hof stammt die Familie Bockmühl ab. Deren bekanntester Vertreter Johann Heinrich Bockmühl erfand 1767 die erste mechanische, durch Wasserkraft angetriebene Maschine zur Herstellung von geflochtenen textilen Produkten, die Riemengang genannt wurde.